# Zygmunt Górski (polityk)
Zygmunt Henryk Górski (ur. 18 stycznia 1944 w Nawarzycach, zm. 21 października 2022) – polski działacz partyjny i państwowy, w latach 1984–1988 prezydent Dąbrowy Górniczej.

## Życiorys
Syn Józefa i Zofii. W 1968 wstąpił do Polskiej Zjednoczonej Partii Robotniczej. Od 1973 był instruktorem w Komitecie Miejskim PZPR w Dąbrowie Górniczej, następnie sekretarzem ds. organizacyjnych i od 1978 do 1981 I sekretarzem Komitetu Zakładowego Huty im. Feliksa Dzierżyńskiego. W 1981 objął fotel wiceprezydenta Dąbrowy Górniczej, następnie był prezydentem miasta w okresie od 1 stycznia 1984 do 1 kwietnia 1988. Pracował również jako zastępca naczelnika Wydziału Promocji, Kultury i Sportu Urzędu Miejskiego w Dąbrowie Górniczej oraz dyrektor Domu Kultury w Ząbkowicach. W 2003 ponownie został wiceprezydentem miasta, zajmował stanowisko do lata 2005. Zasiadał także w organach instytucji komunalnych oraz MKS Dąbrowa Górnicza.
26 października 2022 pochowany na cmentarzu przy ul. Mireckiego w Sosnowcu.